# Kagerou (album)
Pour le groupe, voir kagerou.
Albums de kagerou
Rakushu
(2004)
Kagerou est le premier album du groupe de visual kei kagerou.
1. Jukkai
2. Meisou honnou
3. Nekura kousoku komoriuta
4. Hieshou no onna
5. Yami ni warau kuro
6. Marvelous na kubi-kazari
7. Ame no kaigan dori
8. Shosen, jibun wa inu de arimasu
9. Pichi suuhai
10. Kakokei shinjitu
11. Uzu